# Manuel Lazzari
Manuel Lazzari (Valdagno, 29 novembre 1993) è un calciatore italiano, difensore o centrocampista della Lazio.

## Caratteristiche tecniche
Abile nella corsa ed in possesso di gran dinamismo, agisce prevalentemente lungo la fascia destra. Può giocare sia come esterno di centrocampo che come terzino, distinguendosi nel tentare di fornire assist.

## Carriera

### Club

#### Gli inizi
Originario di Trissino, svolge la trafila delle giovanili tra la squadra del suo paese (A.C. Trissino) e il Vicenza Calcio. Dopo aver vinto campionato allievi, viene scartato dalla società berica.

#### Montecchio, Delta, Giacomense
Dopo aver subito il colpo e aver meditato l'addio al calcio, con il sostegno della famiglia, decide di rimettersi in gioco e muove i suoi primi passi nelle serie maggiori tra le file del Montecchio Maggiore, in Serie D, nella stagione 2010-2011.
Cambia casacca in ognuna delle due stagioni successive, prima al Delta Porto Tolle, poi alla Giacomense, compiendo nel 2012-2013 il passaggio in Lega Pro Seconda Divisione.

#### S.P.A.L.

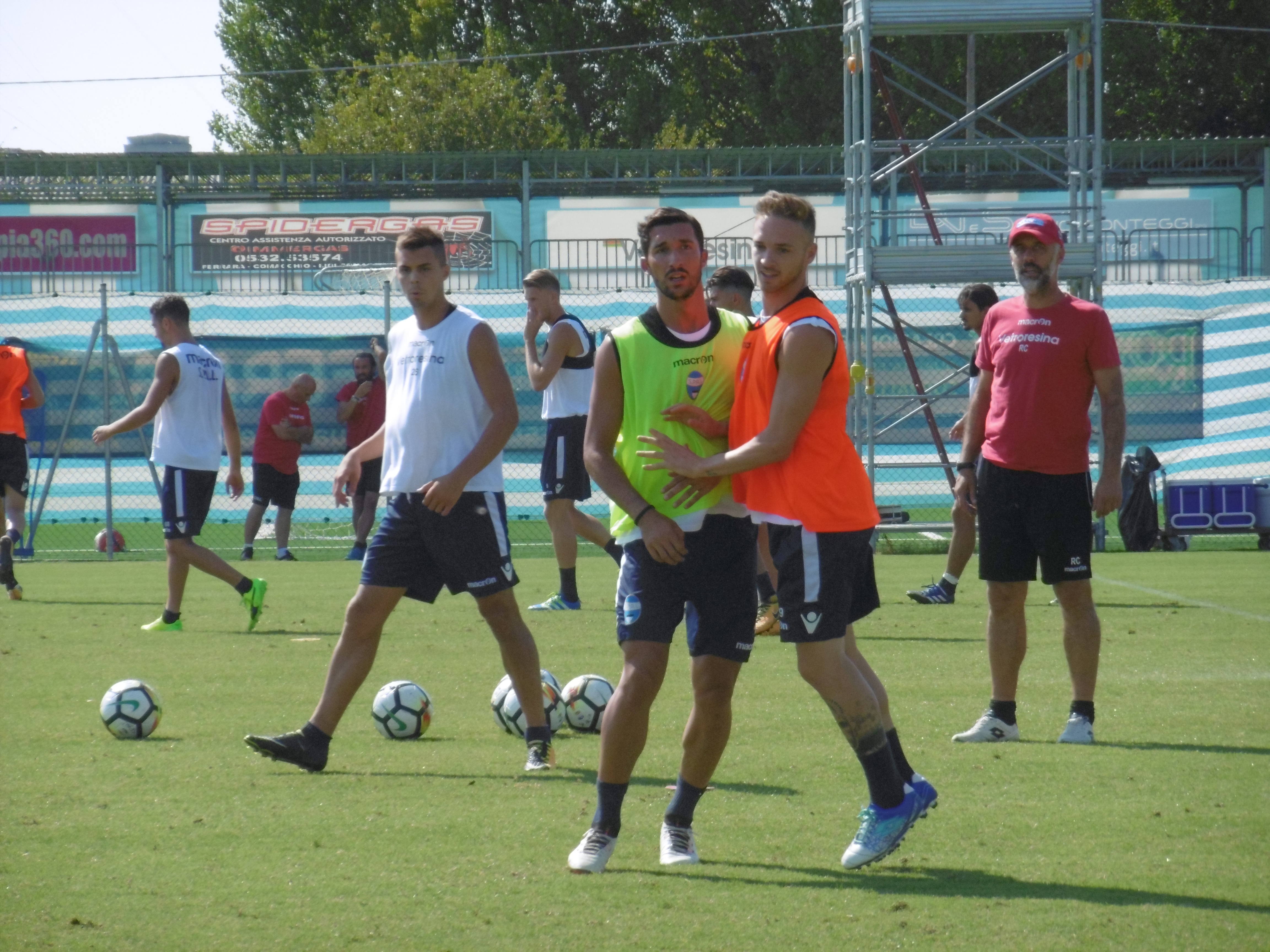
Lazzari (a destra) durante un allenamento con la S.P.A.L.

In seguito alla fusione tra Giacomense e S.P.A.L. diviene un calciatore biancazzurro, centrando con gli estensi una doppia promozione dalla Lega Pro alla Serie A. Il 20 agosto 2017 esordisce nella massima categoria, in occasione del pareggio contro la Lazio. Una settimana più tardi, nel 3-2 con l'Udinese, realizza il primo gol nella divisione. Il 29 aprile 2018, nel corso della gara con l'Hellas Verona, si infortuna al collaterale mediale. Torna in campo all'ultima giornata di campionato, in cui i ferraresi conquistano la salvezza battendo la Sampdoria per 3-1.
Durante la stagione successiva, viene stabilmente utilizzato nell'undici titolare da Semplici. Contribuisce ad un'ulteriore salvezza, servendo inoltre la cifra-record di 8 assist ai propri compagni di squadra.

#### Lazio
Nell'estate 2019, Lazzari viene ceduto alla Lazio per 13,7 milioni di euro + bonus e il cartellino di Alessandro Murgia; tuttavia, durante la preparazione estiva riporta la frattura di una mano, circostanza che lo costringe ad un intervento chirurgico.
Fa il suo esordio con la maglia biancoceleste il 25 agosto seguente, nella prima giornata di campionato, in occasione della gara vinta per 3-0 contro la Sampdoria. Il 19 settembre seguente, gioca anche la sua prima partita nelle competizioni UEFA per club, in occasione della prima giornata della fase a gironi della UEFA Europa League 2019-2020, nella gara persa 2-1 contro il CFR Cluj. Dopo 3 panchine di fila, ritrova la titolarità in Europa League contro il Celtic il 24 ottobre; ed è qui che Lazzari realizza il primo goal con i biancocelesti (oltre che in campo internazionale), che però non basta per evitare loro la sconfitta per 2-1. Il 22 dicembre vince la Supercoppa italiana contro la Juventus per 3-1. Il 2 febbraio 2020, in occasione della partita contro la sua ex squadra, colpisce un palo e realizza un assist. Al termine della stagione, conquista con la Lazio la qualificazione in UEFA Champions League.
Nella partita in trasferta contro il Cagliari del 26 settembre 2020, della stagione successiva, vinta per 2-0, realizza il suo primo gol in campionato con la Lazio. Realizza la sua seconda marcatura con la maglia del club romano in occasione del match (conclusosi poi 2-1 a favore della Lazio) contro lo Spezia del 3 aprile 2021. Termina la stagione con 39 presenze complessive e 2 goal.
Nella stagione 2021/2022, complice l'avvicendamento in panchina, cambia il suo modo di giocare; con l'arrivo infatti di Maurizio Sarri, Lazzari viene impiegato come terzino destro in una difesa a 4 anziché essere utilizzato come esterno di centrocampo come avveniva con il precedente allenatore, Simone Inzaghi. Ciononostante, l'esterno italiano, riesce a trovare la prima marcatura in stagione alla prima giornata di campionato, nel match vinto in casa dell'Empoli il 21 agosto 2021.
Nel novembre del 2022, Lazzari rinnova il proprio contratto con la Lazio fino al 30 giugno 2027.

### Nazionale
Nel settembre 2018 viene convocato in nazionale da Roberto Mancini, risultando il primo calciatore estense a vestire l'azzurro dal 1952: i suoi predecessori, in tal senso, erano Bugatti e Fontanesi. Debutta come terzino destro con modulo 4-3-3 nella gara contro il Portogallo, valida per la fase a gironi di Nations League.  Nel maggio 2021, dopo aver partecipato al ritiro in Sardegna, verrà poi escluso dalla lista dei convocati definitivi per l’Europeo. Dopo quasi 2 anni ritrova una presenza in azzurro, subentrando a Giorgio Chiellini al 46' minuto della Finalissima 2022 persa 3-0 contro l'Argentina.

## Statistiche

### Presenze e reti nei club
Statistiche aggiornate al 10 maggio 2025.
| Stagione        | Squadra             | Campionato      | Campionato | Campionato | Coppe nazionali | Coppe nazionali | Coppe nazionali | Coppe continentali | Coppe continentali | Coppe continentali | Altre coppe | Altre coppe | Altre coppe | Totale | Totale |
| Stagione        | Squadra             | Comp            | Pres       | Reti       | Comp            | Pres            | Reti            | Comp               | Pres               | Reti               | Comp        | Pres        | Reti        | Pres   | Reti   |
| --------------- | ------------------- | --------------- | ---------- | ---------- | --------------- | --------------- | --------------- | ------------------ | ------------------ | ------------------ | ----------- | ----------- | ----------- | ------ | ------ |
| 2010-2011       | Montecchio Maggiore | D               | 29         | 1          | CI-D            | 0               | 0               | -                  | -                  | -                  | -           | -           | -           | 29     | 1      |
| 2011-2012       | Delta 2000          | D               | 33+2       | 3+0        | CI-D            | 0               | 0               | -                  | -                  | -                  | -           | -           | -           | 35     | 3      |
| 2012-2013       | Giacomense          | 2D              | 24         | 0          | CI+CI-LP        | 0+0             | 0               | -                  | -                  | -                  | -           | -           | -           | 24     | 0      |
| 2013-2014       | SPAL                | 2D              | 30         | 0          | CI-LP           | 0               | 0               | -                  | -                  | -                  | -           | -           | -           | 30     | 0      |
| 2014-2015       | SPAL                | LP              | 29         | 0          | CI-LP           | 0               | 0               | -                  | -                  | -                  | -           | -           | -           | 29     | 0      |
| 2015-2016       | SPAL                | LP              | 31         | 1          | CI+CI-LP        | 2+0             | 0               | -                  | -                  | -                  | SC-LP       | 2           | 1           | 35     | 2      |
| 2016-2017       | SPAL                | B               | 39         | 0          | CI              | 2               | 0               | -                  | -                  | -                  | -           | -           | -           | 41     | 0      |
| 2017-2018       | SPAL                | A               | 36         | 2          | CI              | 2               | 0               | -                  | -                  | -                  | -           | -           | -           | 38     | 2      |
| 2018-2019       | SPAL                | A               | 33         | 0          | CI              | 1               | 0               | -                  | -                  | -                  | -           | -           | -           | 34     | 0      |
| Totale SPAL     | Totale SPAL         | Totale SPAL     | 198        | 3          |                 | 7               | 0               |                    | -                  | -                  |             | 2           | 1           | 207    | 4      |
| 2019-2020       | Lazio               | A               | 32         | 0          | CI              | 1               | 0               | UEL                | 6                  | 1                  | SI          | 1           | 0           | 40     | 1      |
| 2020-2021       | Lazio               | A               | 32         | 2          | CI              | 2               | 0               | UCL                | 5                  | 0                  | -           | -           | -           | 39     | 2      |
| 2021-2022       | Lazio               | A               | 31         | 3          | CI              | 2               | 0               | UEL                | 6                  | 0                  | -           | -           | -           | 39     | 3      |
| 2022-2023       | Lazio               | A               | 28         | 0          | CI              | 1               | 0               | UEL+UECL           | 3+4                | 0                  | -           | -           | -           | 36     | 0      |
| 2023-2024       | Lazio               | A               | 24         | 0          | CI              | 1               | 0               | UCL                | 7                  | 0                  | SI          | 1           | 0           | 33     | 0      |
| 2024-2025       | Lazio               | A               | 25         | 0          | CI              | 2               | 0               | UEL                | 7                  | 0                  | -           | -           | -           | 34     | 0      |
| Totale Lazio    | Totale Lazio        | Totale Lazio    | 172        | 5          |                 | 9               | 0               |                    | 38                 | 1                  |             | 2           | 0           | 221    | 6      |
| Totale carriera | Totale carriera     | Totale carriera | 459        | 12         |                 | 16              | 0               |                    | 38                 | 1                  |             | 4           | 1           | 516    | 14     |

### Cronologia presenze e reti in nazionale
| Cronologia completa delle presenze e delle reti in nazionale ― Italia | Cronologia completa delle presenze e delle reti in nazionale ― Italia | Cronologia completa delle presenze e delle reti in nazionale ― Italia | Cronologia completa delle presenze e delle reti in nazionale ― Italia | Cronologia completa delle presenze e delle reti in nazionale ― Italia | Cronologia completa delle presenze e delle reti in nazionale ― Italia | Cronologia completa delle presenze e delle reti in nazionale ― Italia | Cronologia completa delle presenze e delle reti in nazionale ― Italia |
| Data                                                                  | Città                                                                 | In casa                                                               | Risultato                                                             | Ospiti                                                                | Competizione                                                          | Reti                                                                  | Note                                                                  |
| --------------------------------------------------------------------- | --------------------------------------------------------------------- | --------------------------------------------------------------------- | --------------------------------------------------------------------- | --------------------------------------------------------------------- | --------------------------------------------------------------------- | --------------------------------------------------------------------- | --------------------------------------------------------------------- |
| 10-9-2018                                                             | Lisbona                                                               | Portogallo                                                            | 1 – 0                                                                 | Italia                                                                | UEFA Nations League 2018-2019 - 1º turno                              | -                                                                     |                                                                       |
| 7-10-2020                                                             | Firenze                                                               | Italia                                                                | 6 – 0                                                                 | Moldavia                                                              | Amichevole                                                            | -                                                                     |                                                                       |
| 1-6-2022                                                              | Londra                                                                | Italia                                                                | 0 – 3                                                                 | Argentina                                                             | Coppa dei Campioni CONMEBOL-UEFA 2022                                 | -                                                                     | 46’                                                                   |
| Totale                                                                |                                                                       | Presenze                                                              | 3                                                                     |                                                                       | Reti                                                                  | 0                                                                     |                                                                       |

## Palmarès

### Club

#### Competizioni nazionali
- Lega Pro: 1

SPAL: 2015-2016
- Supercoppa di Lega Pro: 1

SPAL: 2016
- Campionato italiano di Serie B: 1

SPAL: 2016-2017
- Supercoppa italiana: 1

Lazio: 2019